# سافيرن (الراين الأسفل)
سافيرن (بالفرنسية: Saverne)‏ هي بلدية فرنسية تقع في إقليم الراين الأسفل من منطقة ألزاس في شمال شرق فرنسا. تبلغ مساحة هذه المدينة 26.01 (كم²)، وترتفع عن سطح البحر 200 م، يبلغ عدد سكانها 11907 نسمة حسب إحصاء المعهد الوطني للإحصاء والدراسات الاقتصادية سنة 2009 م. وترأس Emile Blessig البلدية خلال فترة (2008 - 2014).

## توأمة
لسافيرن (الراين الأسفل) اتفاقيات توأمة مع كل من:
- دوناوشينغن
- ملافا

## أعلام
- أدريان زيلر
- فرنسيس جاكوب
- تشارلز أوبري

## وصلات خارجية
- صفحة البلدية على موقع المعهد الوطني للإحصاء والدراسات الاقتصادية (بالفرنسية)